# Канада на зимних Олимпийских играх 1952
Канада принимала участие в зимних Олимпийских играх 1952, и заняла 6-е место в общекомандном зачёте.

## Медалисты
| Медаль | Спортсмен | Вид спорта         | Дисциплина     |
| ------ | --- | ------------------ | -------------- |
| Золото | Эрик Петерсон Рэльф Ханш Уильям Доу Джон Дэвис Аллан Первис Донэлд Гоф Роберт Мейерс Уильям Гибсон Дэвис Миллер Роберт Диксон Джордж Эйбл Фрэнсис Салливан Гордон Робертсон Льюис Секко Роберт Уотт Томас Поллок | Хоккей             | Мужчины        |
| Бронза | Гордон Аудли | Конькобежный спорт | Мужчины, 500 м |